# Алмейда Нету, Жозе Себаштьян де
Жозе Себаштьян де Алмейда Нету (порт. José Sebastião de Almeida Neto; 20 января 1841, Лагуш, Португалия — 7 декабря 1920, Вильяриньо (недалеко от Севильи), Испания) — португальский кардинал, францисканец. Епископ Анголы и Конго с 22 сентября 1879 по 9 августа 1883. Двенадцатый Патриарх Лиссабона с 9 августа 1883 по 7 ноября 1907. Кардинал-священник с 24 марта 1884, с титулом церкви Санти-XII-Апостоли с 10 июня 1886. Кардинал-протопресвитер с 22 июля 1902 по 7 декабря 1920.